# دوردسته كيل
دوردسته كيل (تهجئة ما قبل 1947: Dordtsche Kil) هو نهر قصير بمقاطعة جنوب هولندا في هولندا. النهر مدي، ويشكل وصلة بين نهر آودا ماس وهولاندس ديب. النهر في معظمه اصطناعي في الأصل، حيث كان خور صغير نسبياً حتى القرن 19.